# ایرتانکر سرویسز
ایرتانکر سرویسز (به انگلیسی: AirTanker Services) یک شرکت هواپیمایی است که در ۲۰۰۷ میلادی تأسیس شده و در ۲۰۱۳ فعالیتش را آغاز کرده‌است. دفتر مرکزی ایرتانکر سرویسز در فرودگاه نیروی هوایی سلطنتی بریتز نورتون، بریتانیا واقع شده‌است و قطب این شرکت هواپیمایی در فرودگاه نیروی هوایی سلطنتی بریتز نورتون قرار دارد.